# دیوید هولمز (بازیگر)
دیوید هولمز (انگلیسی: David Holmes؛ زادهٔ ۱۹۸۱) سازندهٔ پادکست، و سابقاً بازیگر و بدل‌کار اهل بریتانیا است. وی بین سال‌های ۲۰۰۱ تا ۲۰۱۵ میلادی فعالیت می‌کرد.
از فیلم‌هایی که وی در آن نقش داشته‌است می‌توان به هری پاتر و تالار اسرار، هری پاتر و سنگ جادو اشاره کرد.

## فیلم‌شناسی

### بدل‌کاری
| سال  | عنوان                              | نقش                     |
| ---- | ---------------------------------- | ----------------------- |
| ۲۰۰۱ | هری پاتر و سنگ جادو                | بدل‌کار هری پاتر         |
| ۲۰۰۲ | هری پاتر و تالار اسرار             | بدل‌کار هری پاتر         |
| ۲۰۰۴ | هری پاتر و زندانی آزکابان          | بدل‌کار هری پاتر         |
| ۲۰۰۵ | خیابان سبز                         | بدل‌کاری                 |
| ۲۰۰۵ | هری پاتر و جام آتش                 | بدل‌کار هری پاتر         |
| ۲۰۰۷ | آخرین لژیون                        | بدل‌کاری رومولوس آگوستوس |
| ۲۰۰۷ | هری پاتر و محفل ققنوس              | بدل‌کار هری پاتر         |
| ۲۰۰۷ | پسرم جک                            | بدل‌کار                  |
| ۲۰۰۷ | سپیده شمالی (رمان)                 | بدل‌کاری                 |
| ۲۰۰۷ | گنجینه ملی: کتاب اسرار             | بدل‌کاری                 |
| ۲۰۰۸ | روز رستاخیز                        | بدل‌کاری                 |
| ۲۰۰۸ | تاریخ جهش‌یافتگان                   | بدل‌کاری                 |
| ۲۰۰۹ | هری پاتر و شاهزاده دورگه           | بدل‌کار هری پاتر         |
| ۲۰۱۰ | شاهزاده ایران: شن‌های زمان          | بدل‌کاری بیس جوان        |
| ۲۰۱۰ | هری پاتر و یادگاران مرگ – قسمت اول | بدل‌کار هری پاتر         |
| ۲۰۱۱ | هری پاتر و یادگاران مرگ – قسمت دوم | بدل‌کار هری پاتر         |
| ۲۰۱۵ | موردکای                            | بدل‌کار هری پاتر         |

### بازیگری
| سال  | عنوان                  | نقش                  |
| ---- | ---------------------- | -------------------- |
| ۲۰۰۱ | هری پاتر و سنگ جادو    | آدریان پوسی          |
| ۲۰۰۲ | هری پاتر و تالار اسرار | اسلترین بیتر شماره ۱ |